# Барђело
Барђело (итал. Bargello, Palazzo del Bargello, Museo Nazionale del Bargello) је бивша касарна и затвор у Фиренци, који је од 1859. музеј уметности. 
Реч барђело долази од каснолатинске речи bargillus, у значењу тврђава или утврђена кула. 
Конструкција овог здања почела је 1255. У њему су током векова биле смештене судије и полиција, а служило је и као затвор. 
Барђело је отворен као национални музеј (Museo Nazionale del Bargello) 1865. Ту је смештена највећа италијанска збирка готичких и ренесансних скулптура (14–17. век). Изложена су значајна дела Микеланђела, Донатела, Гилбертија, Челинија, Ђамболоње и Аманатија. Поред скулптура, музеј има колекције примењене уметности и нумизматике. 

## Галерија
- Донатело: Давид (бронза, 1430—1440)
- Андреа дела Робија: Портрет младе жене (мајолика, 1465—1470)
- Микеланђело: Бахус (мермер, 1496—1497)
- Бенвенуто Челини: Персеј са главом Медузе (модел од бронзе, 1545)